# Oranjebuurt (Vaassen)

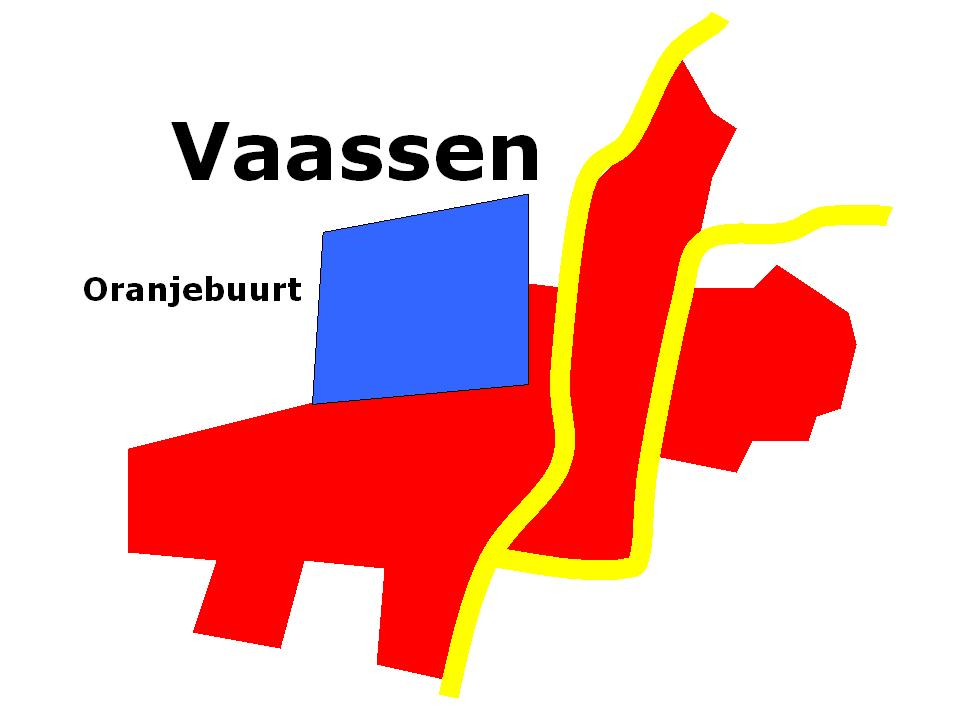
De plaats van de Oranjebuurt in Vaassen

De Oranjebuurt van Vaassen ligt ten westen van het oude centrum van het dorp. De buurt bestaat vooral uit oudere woningen.

## Straatnamen
- Beatrixweg
- Julianalaan
- Ireneweg
- Margrietweg
- Marijkeweg
- Prins Bernhardlaan
- Prins Clausstraat
- Prins Hendrikweg
- Wilhelminaweg